# XXXV
Albums de Fairport Convention
The Wood and the Wire
(1999) Over the Next Hill
(2004)
XXXV est un album studio du groupe de folk rock britannique Fairport Convention sorti en 2002 sur le label Woodworm Records (en).
Comme son titre l'indique, il marque le 35e anniversaire du groupe, fondé en 1967.

## Fiche technique

### Chansons
| No  | Titre                        | Auteur                                            | Durée |
| --- | ---------------------------- | ------------------------------------------------- | ----- |
| 1.  | Madeleine                    | Laurence Bristow-Smith, Kenny Craddock (en)       | 4:23  |
| 2.  | My Love Is in America        | Chris Leslie (en)                                 | 4:43  |
| 3.  | The Happy Man                | traditionnel arrangé par Chris Leslie             | 2:48  |
| 4.  | Portmeirion                  | Ric Sanders (en)                                  | 5:56  |
| 5.  | The Crowd                    | Anna Ryder                                        | 6:09  |
| 6.  | The Banks of Sweet Primroses | traditionnel arrangé par Fairport Convention      | 4:27  |
| 7.  | The Deserter                 | John Richards                                     | 6:55  |
| 8.  | The Light of Day             | Chris Leslie                                      | 6:11  |
| 9.  | I Wandered by a Brookside    | paroles traditionnelles, musique de Barbara Berry | 4:52  |
| 10. | Neil Gow's Apprentice        | Michael Marra (en)                                | 4:43  |
| 11. | Everything but the Skirl     | Ric Sanders                                       | 4:05  |
| 12. | Talking About My Love        | Chris Leslie, Nigel Stonier                       | 2:40  |
| 13. | Now Be Thankful              | Richard Thompson, Dave Swarbrick (en)             | 3:45  |
| 14. | The Crowd Revisited          | Anna Ryder                                        | 2:35  |

### Musiciens

#### Fairport Convention
- Simon Nicol (en) : chant, guitare
- Dave Pegg : chant, basse
- Ric Sanders (en) : violon, piano électrique
- Chris Leslie (en) : chant, mandoline, violon, banjo, mandoline électrique
- Gerry Conway : batterie, percussions

#### Musiciens supplémentaires
- Ian Anderson : flûte traversière sur Portmeirion
- Anna Ryder : chant, piano, accordéon, cor d'harmonie, tin whistle
- Kate Luxmoore : clarinette sur The Crowd et The Crowd Revisited
- Chris Knibbs : trombone sur The Crowd et The Crowd Revisited
- Chas McDevitt (en) : trompette sur The Crowd et The Crowd Revisited
- Mark Tucker : guitare électrique et EBow sur I Wandered by a Brookside
- Julie Matthews (en) : chant sur My Love Is in America
- Chris While (en) : chant sur My Love Is in America

### Équipe de production
- Dave Pegg : producteur
- Mark Tucker : producteur, ingénieur du son, mixage
- Mick Toole : pochette
- Colin Edwards : photographie